# Joshua Rush
Joshua Rush (Houston, Texas, 2001. december 14. –) amerikai színész, aktivista.
Legismertebb alakítása Cyrus Goodman a 2017 és 2019 között futott Andi Mack című sorozatban. Ezen kívül Az Oroszlán őrség című sorozatban is szerepelt.

## Élete

### Fiatalkora
Rush a texasi Houstonban született. Édesapja marketingstratéga, édesanyja vállalati dokumentumfilm-gyártó.

### Pályafutása
2 évesen szerepelt a KHOU reggeli híreket egyik szegmensében. Valamint az americangreetings.com videójában.
2012-ben Turner Simmons szerepében szerepelt a Szülői felügyelet nélkül című nagyjátékfilmben. 2017 és 2019 között Cyrus Goodmanként szerepelt a Disney Channel Andi Mack című sorozatában. Ő játszotta az első meleg karaktert a Disneynél.
2019 áprilisától a DreamWorks Animation Television Hová tűnt Vili? című sorozatban adja a hangját.

### Magánélete
2019. augusztus 6-án elmondta, hogy biszexuális.

## Filmográfia

### Film
| Év   | Magyar cím                                    | Eredeti cím                        | Szerep                  | Magyar hang        |
| ---- | --------------------------------------------- | ---------------------------------- | ----------------------- | ------------------ |
| 2015 | A Büszke Birtok oroszlánőrsége: Kion üvöltése | The Lion Guard: Return of the Roar | Bunga (hang)            | Berecz Kristóf Uwe |
| 2015 |                                               | Sex, Death and Bowling             | Eli McAllister          |                    |
| 2015 |                                               | Emelie                             | Jacob                   |                    |
| 2015 | Holtpont                                      | Break Point                        | Barry                   |                    |
| 2014 | Mr. Peabody és Sherman kalandjai              | Mr. Peabody & Sherman              | Carl (hang)             | Gerő Botond        |
| 2013 | A Szörny mentőakció                           | Escape from Planet Earth           | Shanker fiatalon (hang) | Zsemlye Balázs     |
| 2013 |                                               | Saving Lincoln                     | Tad Lincoln             |                    |
| 2012 | Szülői felügyelet nélkül                      | Parental Guidance                  | Turner Simmons          | Boldog Gábor       |

### Televízió
| Év        | Magyar cím                   | Eredeti cím                     | Szerep                 | Megjegyzések                                                                   |
| --------- | ---------------------------- | ------------------------------- | ---------------------- | ------------------------------------------------------------------------------ |
| 2019–     | Hová tűnt Vili?              | Where's Waldo?                  | Vili (hang)            | főszereplő magyar hangja Mayer Marcell                                         |
| 2017–2019 |                              | Andi Mack                       | Cyrus Goodman          | főszereplő                                                                     |
| 2016–2019 | Az Oroszlán őrség            | The Lion Guard                  | Bunga (hang)           | főszereplő magyar hangja Berecz Kristóf Uwe                                    |
| 2016      | Mr. Peabody és Sherman show  | The Mr. Peabody & Sherman Show  | Wheels (hang)          | 1 epizód                                                                       |
| 2015–2018 | Csizmás, a kandúr kalandjai  | The Adventures of Puss in Boots | Toby (hang)            | főszereplő magyar hangja Pál Dániel Máté                                       |
| 2015–2017 | Csillag kontra Gonosz Erők   | Star vs. the Forces of Evil     | Jeremy Birnbaum (hang) | mellékszereplő magyar hangja Nagy Gereben                                      |
| 2015      | Dr. Csont                    | Bones                           | Bradley                | 1 epizód                                                                       |
| 2015      |                              | 40's and Failing                | Max                    | 4 epizód                                                                       |
| 2014–2016 | Clarence                     | Clarence                        | Breehn (hang)          | mellékszereplő magyar hangja Pál Dániel Máté (1. hang) Baráth István (2. hang) |
| 2012      | Rejtélyek városkája          | Gravity Falls                   | katona gyerek (hang)   | 1 epizód                                                                       |
| 2012      | Doktor House                 | House                           | Ryan                   | 1 epizód                                                                       |
| 2011      |                              | Childrens Hospital              | Seth                   | 1 epizód                                                                       |
| 2010      | Chuck                        | Chuck                           | Chuck fiatalon         | 3 epizód                                                                       |
| 2010      | CSI: New York-i helyszínelők | CSI: NY                         | Luke Garito            | 1 epizód                                                                       |
| 2009      | Gyilkos elmék                | Criminal Minds                  | Ronny Downey           | 1 epizód                                                                       |
| 2009      |                              | The Jay Leno Show               | Super Duper Nanny Son  | 1 epizód                                                                       |
| 2009      | A médium                     | Medium                          | Tanner Campbel         | 2 epizód                                                                       |
| 2009–2010 | Hősök                        | Heroes                          | Little Sylar           | mellékszereplő                                                                 |
| 2009      | Doktor Addison               | Private Practice                | Will                   | 1 epizód                                                                       |